# Lijst van rooms-katholieke bisschoppen van Kopenhagen
Onderstaand volgt een lijst van apostolisch vicarissen en bisschoppen van het rooms-katholieke bisdom Kopenhagen
De eerste drie bisschoppen van Kopenhagen waren titulair bisschop en apostolisch vicaris. Suhr was de eerste residerend bisschop van Kopenhagen.
| Periode                 | Naam                          | Nationaliteit |
| ----------------------- | ----------------------------- | ------------- |
| 08-09-1869 - 15-12-1883 | Hermann Grüder                | Duitsland     |
| 17-02-1884 - 17-03-1922 | Johannes Von Euch             | Duitsland     |
| 10-10-1922 - 13-12-1938 | Josef Ludwig Brems, O.Praem   | België        |
| 13-12-1938 - 06-10-1964 | Johannes Theodor Suhr, O.S.B. | Denemarken    |
| 22-03-1965 - 22-03-1995 | Hans Ludvig Martensen, S.J.   | Denemarken    |
| 22-03-1995 - Heden      | Czeslaw Kozon                 | Denemarken    |